# São Miguel do Anta
São Miguel do Anta is een gemeente in de Braziliaanse deelstaat Minas Gerais. De gemeente telt 7.094 inwoners (schatting 2009).

## Aangrenzende gemeenten
De gemeente grenst aan Cajuri, Canaã, Coimbra, Ervália, Pedra do Anta, Teixeiras en Viçosa.

## Verkeer en vervoer
De plaats ligt aan de weg BR-482.